# Vittorio Merloni

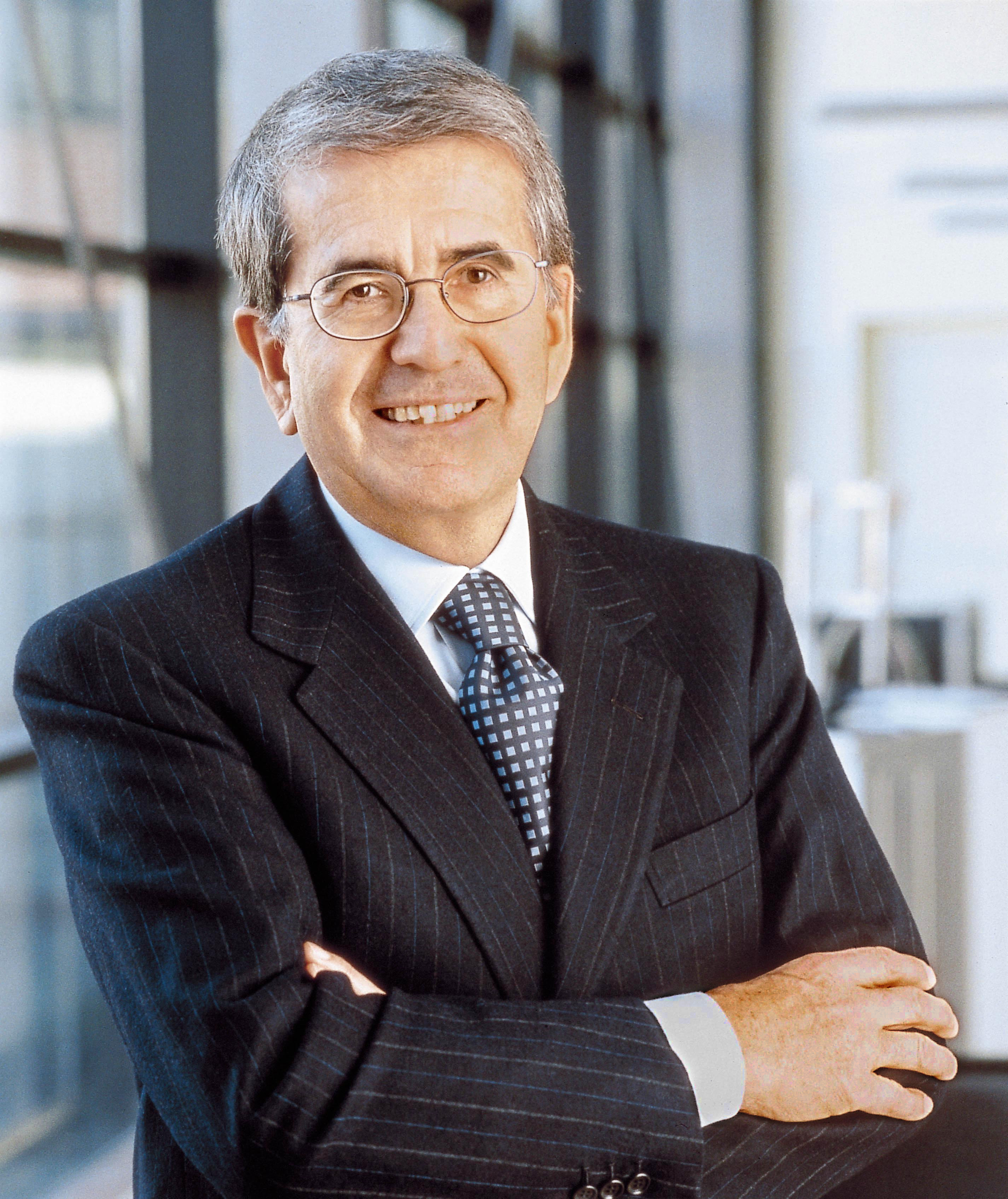
Vittorio Merloni

Vittorio Merloni (ur. 30 kwietnia 1933 w Fabriano, zm. 18 czerwca 2016 tamże) – włoski przedsiębiorca i przemysłowiec.

## Życiorys
Uzyskał stopień magistra na Wydziale Ekonomii i Handlu na Uniwersytecie w Perugii. Ożenił się z Francą Carloni, z którą mają czworo dzieci: Maria Paola, Andrea, Antonella i Aristide.
W 1960 roku rozpoczął pracę w rodzinnym przedsiębiorstwie, a w 1975 roku został prezesem tworzącej się spółki Merloni Elettrodomestici (Elektryczny sprzęt gospodarstwa domowego Merloni) (obecnie Indesit Company).
Od 1980 roku przez cztery lata pełnił funkcję prezesa Confindustria (Powszechna Konfederacja Włoskiego Przemysłu). W 1984 roku został mianowany Kawalerem Orderu Pracy oraz wybrany na prezesa włoskiego stowarzyszenia Centromarca, działającego na rzecz produktów markowych. To ostatnie stanowisko piastował do 1988 roku.
W 2001 roku został powołany na cztery lata na prezesa Assonime – włoskiego stowarzyszenia reprezentującego spółki akcyjne. W tym samym roku otrzymał też honorowy doktorat (laurea ad honorem) z inżynierii na Politechnice w Mediolanie. W następnych latach uzyskał różnorodne nagrody i wyróżnienia: w 2003 roku, po dwóch latach od nabycia przez Indesit Company brytyjskiego znaku firmowego Hotpoint, został mianowany Kawalerem Orderu Imperium Brytyjskiego. W 2004 roku otrzymał nagrodę Leonardo za internacjonalizację, a w 2005 roku w Nowym Jorku – nagrodę GEI.
W latach 2006–2007 był Członkiem Zarządu spółki Telecom Italia.